# Comuna Vormsi

Vormsi este o comună (vald) din Comitatul Lääne, Estonia.
Comuna cuprinde un număr de 14 sate.
Reședința comunei este satul Hullo.

## Așezare geografică
Comuna se suprapune în totalitate Insulei Vormsi, insulă estonă din Marea Baltică.

## Localități componente

### Sate
- Borrby
- Diby
- Fällarna
- Förby
- Hosby
- Hullo
- Kersleti
- Norrby
- Rumpo
- Rälby
- Saxby
- Sviby
- Suuremõisa
- Söderby